# The Lovers
《The Lovers》，一部由獨立動畫公司—心碎工作室(英語:Studio Heartbreak)製作的成人短篇動畫電影。該動畫企劃於2023年5月經創意項目眾籌平台Kickstarter正式對外宣佈並為這部動畫電影提供資金。在2023年5月16日時，已獲得超過217,000美元資肋。目前還處於開發階段，上映日期未知。官方於2023年5月14日在YouTube頻道發佈第一支先行預告片。內容講述在空想的菲律賓(英語:Philippines)黑暗宇宙，一段海鮮廚師與海妖忐忑不安的浪漫愛情故事。

## 故事介紹
The Lovers故事發生在馬尼拉市岷倫洛區(英語:Binondo, Manila)，一名非自願成為海鮮主廚的女孩莎拉 林 拜倫(英語:Sara Lim Baylon)。
莎拉(英語:Sara)是家族中經營餐館最年輕的成員，為了保存已故父親的名譽和維持餐館日常運作，她承受着令人窒息的壓力。當省長決定在餐館舉辦就職晚宴，並以海妖作為特色佳餚時，莎拉發現自己被捲入一段與神話生物的危險關係中。
莎拉的故事包含口語化的他加祿語(英語:Tagalog)和塔格利甚語(英語:Taglish)—他加祿語混合英語，讓觀眾能體會菲律賓家庭的獨特互動中。另外，這部電影會深入探討些許成熟的議題，如情緒壓抑、愛情價值、世代創傷、肉體恐怖以及慾望和身份的複雜相互關係。

## 角色
莎拉 拜倫(英語:Sara Baylon)
24歲的莎拉覺得自己的人生已經一早結束。隨著父親的去世，莎拉莉被迫放棄所追逐的夢想，返回家人的餐館—莉達加特(英語:Lidagat)工作。時光飛逝，莎拉由年輕時當服務生，到現在擔任主廚以及即將成為餐館繼承人。她身上所承受的悲傷、懷疑、希望以及一絲責任感支撐着這個分崩離析的家庭。莎拉以為自己早已向了無生氣的生活妥協......但她的世界將迎來最後一次的撼動。

賽麗娜(英語:Sirena)
賽麗娜除了是一名狡猾的海妖，還是一名擁有迷幻毒液、鋒利背刺、敏锐头脑的頂級掠食者。從家園被捉並成為就職晚宴的重要的佳餚時，賽麗娜決心逃離並因此去逐步騙取莎拉的信任。雖然賽麗娜深知人類的殘酷，但自信的背後卻隱藏著某種東西，一種難以形容的情緒正在內心發芽，迫使她面對人類對神話生物的錯誤理解，人性的險惡和她與生俱來的本能。

## 角色配音
| 角色                        | 配音                                      | 曾經作品                                                                                        |
| --------------------------- | ----------------------------------------- | ----------------------------------------------------------------------------------------------- |
| 莎拉 拜倫(英語:Sara Baylon) | 雲妮娜 維拉斯奎茲(英語:Vanille Velasquez) | 特戰英豪，英雄聯盟(英語:Valorant, League of Legends)                                            |
| 賽麗娜(英語:Sirena)         | 達恩 米. 班尼特 (英語:Dawn M. Bennett)    | 火炎之紋章, 崩壞：星穹鐵道, 我的英雄學院(英語:Fire Emblem, Honkai: Star Rail, My Hero Academia) |
| 胡安(英語:Juan)             | 未宣佈                                    | 未宣佈                                                                                          |

## 心碎工作室
心碎工作室(英語:Studio Heartbreak)是在2022年建成的的網上獨立工作室，工作室起初由一群大學生創立，後來由一班匯集硬實力和熱情的動畫專業人士共同打造。工作室的團隊成員曾在 Powerhouse、Pierrot、Mappa Studio 和 The Line 等動畫工作室工作，並為進擊的巨人、皮皮傳奇、千秋的旅程、慕留人傳等動畫做出了貢獻。

## 外部連結
1. The Lovers Official Trailer （页面存档备份，存于）